# Manfred Stolpe
Manfred Stolpe, född 16 maj 1936 i Stettin (nuvarande Szczecin i Polen), död 29 december 2019, var en tysk socialdemokratisk politiker tillhörande partiet SPD. Han var mellan 1990 och 2002 ministerpresident och delstatsregeringschef i förbundslandet Brandenburg. Stolpe blev därmed förste ministerpresident efter att delstaten återbildats, i samband med Tysklands återförening 1990.   
Mellan 2002 och 2005 var han Tysklands federala minister för trafik, byggnation och stadsplanering i Gerhard Schröders andra förbundsregering.

## Biografi
Stolpe föddes i Stettin i provinsen Pommern. Födelsestaden blev 1945 del av Polen efter andra världskriget. Han växte efter kriget upp i Östtyskland och avlade studentexamen 1955 i Greifswald. Han studerade därefter juridik vid Jenas universitet, där han tog examen som jurist 1959.  Från 1959 fram till Berlinmurens uppförande 1961 studerande han som östtysk utbytesstudent vid Freie Universität Berlin.
Stolpe var under perioden 1959–1969 aktiv i Evangeliska kyrkan i Berlin-Brandenburg. Från 1962 var han även administrativ chef för de evangeliska kyrkoledningarna i DDR, från 1963 till 1966 även som referent till generalsuperintendenten i Lausitz och Neumark. Från 1982 var han ordförande för konsistoriet för östra regionen av Berlin-Brandenburgs evangeliska kyrka, och från 1982 till 1989 dessutom vice ordförande för det evangeliska kyrkoförbundet i DDR.
Stolpe valdes 1990 till ny ministerpresident och förbundslandsordförande för SPD i Brandenburg, en post som han innehade fram till 2002 då han efterträddes av Matthias Platzeck. Avgången föregicks av en konflikt inom den regerande stora koalitionen mellan SPD och CDU i Brandenburg, då man inte kunnat enas om en enhetlig hållning i migrationslagstiftningsfrågor och Stolpe avlagt förbundslandets röst i Tysklands förbundsråd utan stöd av koalitionspartnern, ett förfarande som senare revs upp av författningsdomstolen. Han företrädde även mellan 1990 och 2002 sin valkrets i Cottbus med ett direktmandat i Brandenburgs lantdag.
Som federal infrastrukturminister i Gerhard Schröders regering kom Stolpe bland annat att genomdriva 2003 års federala vägpaket, med en omfattande utbyggnad av de öst-västliga motorvägsförbindelserna mellan Tyskland och Tjeckien respektive Polen. Han lämnade posten i samband med regeringsombildningen vid förbundsdagsvalet 2005.
Efter sin tid som minister var han bland annat medlem av domkapitlet i Brandenburg an der Havel och aktiv i sambandsutskottet i den tysk-ryska Petersburgdialogen.
Han gifte sig 1961 med läkaren Ingrid Stolpe. Manfred Stolpe drabbades av tarmcancer 2004 under sin tid som infrastrukturminister, vilket han och hustrun offentligt diskuterade först 2009 efter avgången, då även hustrun insjuknat i cancer 2008. Han avled 83 år gammal 29 december 2019.

## Priser och utmärkelser
Stolpe utnämndes till hedersdoktor vid Dokkyōuniversitetet i Japan 1989, hedersdoktor i teologi vid Greifswalds universitet 1989, vid Zürichs universitet 1991 och till hedersdoktor i ekonomi vid universitetet i Szczecin 1996.
Han belönades 1978 med Tyska demokratiska republikens förtjänstmedalj, 1991 Carlo Schmid-stiftelsens pris, Bundesverdienstkreuz (stora förtjänstkorset med stjärna) 1999, förbundslandet Brandenburgs förtjänstorden Röda Örnens orden 2006, Europeiska kulturpriset för politik 2012, samt Frauenbrückepriset för Tysklands inre enhet 2018.